# Phaonia trivialis
Phaonia trivialis är en tvåvingeart som beskrevs av Malloch 1923. Phaonia trivialis ingår i släktet Phaonia och familjen husflugor.
Artens utbredningsområde är Alberta. Inga underarter finns listade i Catalogue of Life.